# 文尼休斯·迪欧利斐拉
文尼休斯·迪歐利斐拉（Vinícius de Oliveira，1985年7月18日—），巴西男演員，1998年以飾演電影《中央車站》男主角約書亞而聞名。
文尼休斯於1985年7月18日出生於里約熱內盧的邦蘇塞索。他由母親Juçara撫養長大，還有一個哥哥和兩個妹妹。年幼時，維尼修斯和他的兄弟靠擦鞋維持生計，正是在擦鞋的過程中，迪歐利斐拉遇到了導演華特·薩勒斯，後者邀請他參加他即將上映的電影中的角色試鏡。

## 外部連結
- Official website （页面存档备份，存于）
- 文尼休斯·迪欧利斐拉在互联网电影资料库（IMDb）上的資料（英文）